# Liste der Naturdenkmale in Herzberg (Elster)
Die Liste der Naturdenkmale in Herzberg (Elster) enthält alle Bäume, welche als Naturdenkmal in  der Stadt Herzberg (Elster) im Landkreis Elbe-Elster durch Rechtsverordnung geschützt sind. Naturdenkmäler sind Einzelschöpfungen der Natur, deren Erhaltung wegen ihrer hervorragenden Schönheit, Seltenheit oder Eigenart oder ihrer ökologischen, wissenschaftlichen, geschichtlichen, volks- oder heimatkundlichen Bedeutung im öffentlichen Interesse liegt. Grundlage ist die Veröffentlichung des Landkreises Elbe-Elster.

## Legende
In den Spalten befinden sich folgende Informationen:
- Nr.: Identifizierungsnummer nach veröffentlichter Liste. Sie wird von der unteren Naturschutzbehörde des Landkreises oder der kreisfreien Stadt vergeben. Wenn sie bekannt ist, wird sie angegeben. In dieser Spalte kann sich zusätzlich das Wort Wikidata befinden, der entsprechende Link führt zu Angaben zu diesem Naturdenkmal bei Wikidata.
- Bezeichnung: Benennung des Naturdenkmals, in der Regel wird bei Bäume die Baumart genannt. Bekannte Eigennamen werden mit angegeben.
- Gemarkung: Ort oder Gemarkung, in der sich das Naturdenkmal befindet
- Lage: Nennt die Lage des Naturdenkmals im jeweiligen Ortsteil und die geografischen Koordinaten des Naturdenkmals. Link zu einem Kartenansichtstool, um Koordinaten zu setzen. In der Kartenansicht sind Naturdenkmale ohne Koordinaten mit einem roten beziehungsweise orangen Marker dargestellt und können in der Karte gesetzt werden. Denkmale ohne Bild sind mit einem blauen bzw. roten Marker gekennzeichnet, Denkmale mit Bild mit einem grünen beziehungsweise orangen Marker.
- Beschreibung: die Beschreibung des Naturdenkmales
- Schutzzweck: Erläutert den Grund der Unterschutzstellung
- Bild: Zeigt ein Bild des Naturdenkmales und gegebenenfalls ein Link zu weiteren Fotos im Medienarchiv Wikimedia Commons

## Liste
| Bild                                    | Bezeichnung  | Lage | Beschreibung | Schutzzweck                                                                      | Nummer |
| --------------------------------------- | ------------ | --- | ------------ | -------------------------------------------------------------------------------- | ------ |
| BW                                      | Stieleiche   | Rahnisdorf, Rahnisdorf, Ortseingang aus Richtung Herzberg; Flur 2, Flurstück 323 und 341 (51° 40′ 39,4″ N, 13° 10′ 31,6″ O)                 |              | wissenschaftlich, naturkundlich, Eigenart, Schönheit                             | 204    |
| Direkt Bild zu diesem Denkmal hochladen | Flatterulme  | Züllsdorf, Züllsdorf, auf dem Dorfanger; Flur 2, Flurstück 234 ()                                                                           |              | wissenschaftlich, naturkundlich, landeskundlich, Seltenheit, Eigenart, Schönheit | 205    |
| Direkt Bild zu diesem Denkmal hochladen | Stieleiche   | Herzberg, Herzberg, Stadtpark, Nähe Sportplatz; Flur 8, Flurstück 97/1 ()                                                                   |              | wissenschaftlich, naturgeschichtlich, Eigenart                                   | 218    |
| Direkt Bild zu diesem Denkmal hochladen | Stieleiche   | Herzberg, Herzberg, Stadtpark, im Waldteil; Flur 8, Flurstück 97/1 ()                                                                       |              | wissenschaftlich, naturgeschichtlich, Eigenart                                   | 219    |
| Direkt Bild zu diesem Denkmal hochladen | Maulbeerbaum | Herzberg, Herzberg, Kleingartenanlage Schwarze Elster; Flur 12, Flurstück 319; zwischen Scheidelache und Badstraße ()                       |              | Seltenheit, Eigenart, Schönheit                                                  | 220    |
| Direkt Bild zu diesem Denkmal hochladen | Stieleiche   | Herzberg, Herzberg, Stadtpark, hinter den Gärten; Flur 8, Flurstück 97/1 ()                                                                 |              | wissenschaftlich, naturgeschichtlich, Eigenart, Schönheit                        | 221    |
| BW                                      | Stieleiche   | Herzberg, Herzberg, auf dem Parkplatz neben Badstraße 7; Flur 8, Flurstück 831 (51° 41′ 30,3″ N, 13° 14′ 15,7″ O)                           |              | Schönheit                                                                        | 222    |
| BW                                      | Stieleiche   | Herzberg, Herzberg, Badstraße 7; Flur 8, Flurstück 453 (51° 41′ 29,1″ N, 13° 14′ 16,3″ O)                                                   |              | landeskundlich, Eigenart, Schönheit                                              | 223    |
| BW                                      | Stieleiche   | Herzberg, Herzberg, Torgauer Straße zwischen Post und Mühlgraben; Flur 8, Flurstück 782 (51° 41′ 28,6″ N, 13° 13′ 53,6″ O)                  |              | Eigenart, Schönheit                                                              | 224    |
| BW                                      | Rosskastanie | Herzberg, Herzberg, Torgauer Straße, Mühlgraben; Flur 8, Flurstück 667 (51° 41′ 29,3″ N, 13° 13′ 53,2″ O)                                   |              | Eigenart, Schönheit                                                              | 225    |
| Direkt Bild zu diesem Denkmal hochladen | Winterlinde  | Herzberg, Herzberg, Nordpromenade, am Parkplatz; Flur 8, Flurstück 827 ()                                                                   |              | landeskundlich, Eigenart, Schönheit                                              | 226    |
| Direkt Bild zu diesem Denkmal hochladen | Stieleiche   | Herzberg, Altherzberg, Am Anger; am Kriegerdenkmal; Flur 9, Flurstück 433 ()                                                                |              | landeskundlich, Eigenart, Schönheit                                              | 227    |
| Direkt Bild zu diesem Denkmal hochladen | Stieleiche   | Herzberg, Herzberg, Grochwitzer Park, gegenüber dem Affengehege; Flur 29, Flurstück 112 ()                                                  |              | wissenschaftlich, naturgeschichtlich, Eigenart                                   | 228    |
| Direkt Bild zu diesem Denkmal hochladen | Stieleiche   | Herzberg, Herzberg, Grochwitzer Park, Nähe Zwiebels Mühle; Flur 29, Flurstück 112 ()                                                        |              | wissenschaftlich, naturgeschichtlich, Eigenart, Schönheit                        | 229    |
| Direkt Bild zu diesem Denkmal hochladen | Stieleiche   | Herzberg, Herzberg, Grochwitzer Park, Nähe Zwiebels Mühle; Flur 29, Flurstück 112 ()                                                        |              | wissenschaftlich, naturgeschichtlich, Eigenart, Schönheit                        | 230    |
| Direkt Bild zu diesem Denkmal hochladen | Rotbuche     | Herzberg, Herzberg, Grochwitzer Park, neben Flusslauf der Lapine; Flur 29, Flurstück 16 ()                                                  |              | wissenschaftlich, naturgeschichtlich, Eigenart, Schönheit                        | 231    |
| Direkt Bild zu diesem Denkmal hochladen | Bergulme     | Friedersdorf, Friedersdorf, am Dorfteich; Flur 1, Flurstück 191 ()                                                                          |              | wissenschaftlich, naturkundlich, Seltenheit, Eigenart, Schönheit                 | 232    |
| Weitere Bilder Fotos hochladen          | Winterlinde  | Mahdel, Mahdel, Dorfstraße Haus Nr. 25; Flur 2, Flurstück 287 (51° 41′ 45,8″ N, 13° 10′ 40″ O)                                              |              | landeskundlich, Eigenart, Schönheit                                              | 233    |
| Weitere Bilder Fotos hochladen          | Stieleiche   | Frauenhorst, Frauenhorst, auf dem Spielplatz; Flur 2, Flurstück 117/7 (51° 42′ 54,4″ N, 13° 12′ 21″ O)                                      |              | Eigenart, Schönheit                                                              | 234    |
| Weitere Bilder Fotos hochladen          | Stieleiche   | Frauenhorst, Frauenhorst, neben dem Spielplatz; Flur 2, Flurstück 117/5 (51° 42′ 53,9″ N, 13° 12′ 22,4″ O)                                  |              | Eigenart, Schönheit                                                              | 235    |
| BW                                      | Stieleiche   | Frauenhorst, Frauenhorst, innerhalb einer Agrarfläche an der Schwarzen Elster; Flur 1, Flurstück 293/167 (51° 43′ 14,4″ N, 13° 12′ 11,3″ O) |              | naturkundlich, Eigenart, Schönheit                                               | 236    |
| Direkt Bild zu diesem Denkmal hochladen | Stieleiche   | Friedersdorf, Neunaundorf, am Graben bei Neunaundorf; Flur 2, Flurstück 142/2 ()                                                            |              | wissenschaftlich, naturkundlich, Eigenart, Schönheit                             | 237    |
| Direkt Bild zu diesem Denkmal hochladen | Bergulme     | Friedersdorf, Friedersdorf, auf dem Dorfanger; Flur 1, Flurstück 191 ()                                                                     |              | wissenschaftlich, naturkundlich, Seltenheit, Eigenart, Schönheit                 | 260    |
| BW                                      | Winterlinde  | Herzberg, Herzberg, Plan; Flur 8, Flurstück 326 (51° 41′ 36,3″ N, 13° 14′ 11″ O)                                                            |              | Eigenart, Schönheit                                                              | 261    |
| BW                                      | Ulme         | Löhsten, Löhsten; Flur 1, Flurstück 105 (51° 37′ 34,1″ N, 13° 7′ 35,2″ O)                                                                   |              | wissenschaftlich, naturkundlich, Seltenheit, Eigenart, Schönheit                 | 263    |